# Wood Lane (Metropolitano de Londres)
Wood Lane é uma estação do Metrô de Londres na área de White City no oeste de Londres, Reino Unido. Fica nas linhas Circle e Hammersmith & City, entre as estações Latimer Road e Shepherd's Bush Market, na Zona 2 do Travelcard.
Embora esteja numa linha que está em operação desde 1864, a estação é nova, tendo sido inaugurada em 12 de outubro de 2008 – a primeira estação a ser construída numa linha de metrô existente em mais de 70 anos. Fica perto do local de uma estação de mesmo nome que fechou em 24 de outubro de 1959.

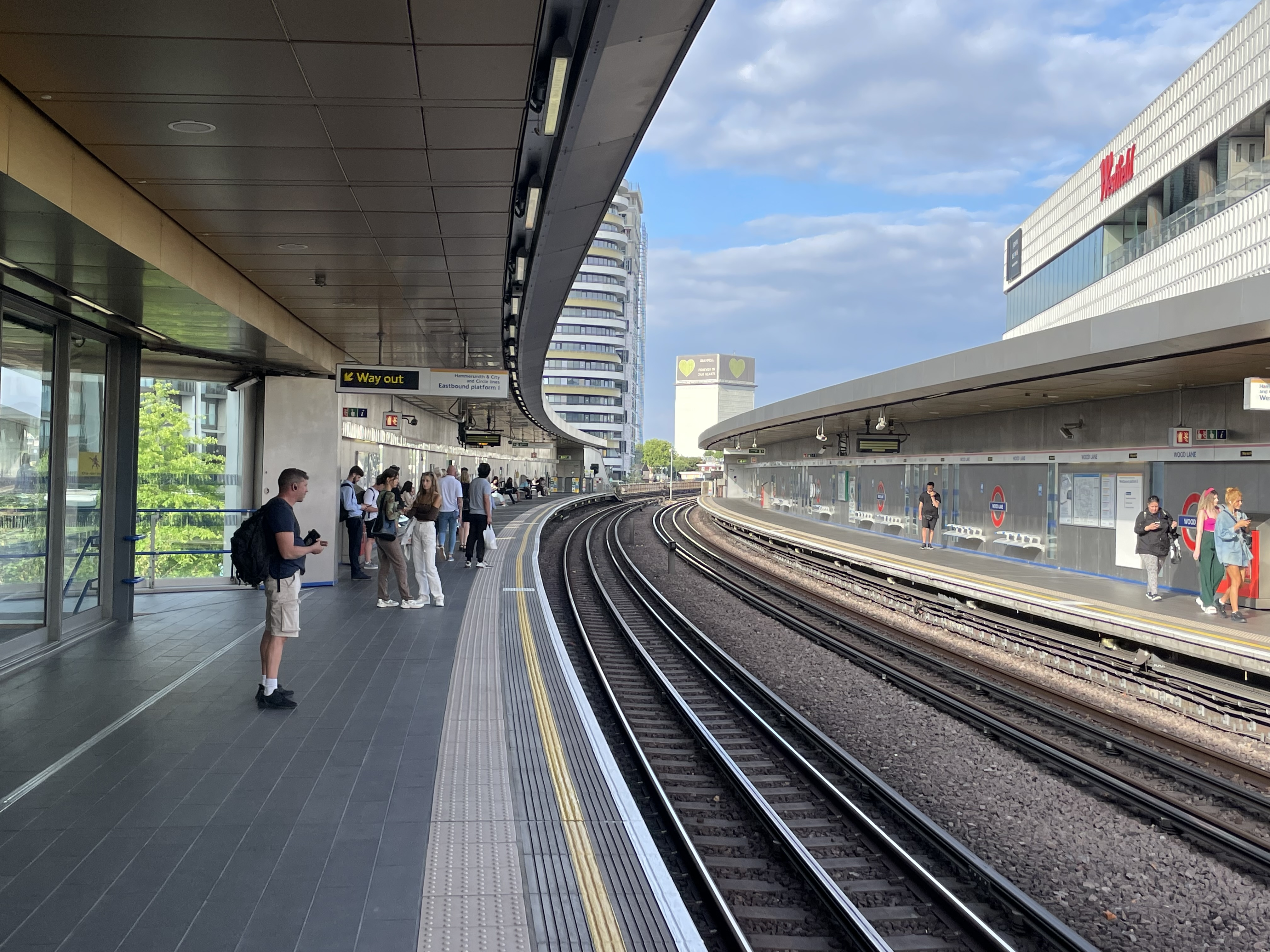
Estação de metrô Wood Lane, plataforma leste olhando para oeste

## História

Estações antigas e novas na área de Shepherd's Bush

A linha Hammersmith and City foi inaugurada em 13 de junho de 1864 pela Metropolitan Railway (MR) como ramal de Hammersmith. A ferrovia tornou-se parte do Metrô de Londres em 1933 e assumiu uma identidade separada como linha Hammersmith e City em 1990.
Em 1908, a Exposição Franco-Britânica e os Jogos Olímpicos de Verão de 1908 chegaram a Londres, o primeiro de uma série de grandes eventos em White City que atraíram investimentos em infraestrutura por parte de empresas ferroviárias. Entre outras coisas, a MR abriu sua estação Wood Lane no ramal de Hammersmith para atender ao evento. A partir de 1927, foi usado para transportar o público de e para as corridas de galgos no Estádio White City. A estação abriu e fechou intermitentemente e foi renomeada duas vezes, para Wood Lane (White City) em 1920 e White City em 1947, antes de fechar em 24 de outubro de 1959 após danos causados por incêndio. Pelos próximos 49 anos, a área de Wood Lane foi atendida apenas pela White City na linha Central; os trens da linha Hammersmith passavam pela área sem parar, a estação mais próxima naquela linha aproximadamente 1 quilômetro (0,62 mi) de distância em Shepherd's Bush.
No início da década de 1970, a reconstrução de uma estação no local foi considerada como parte dos planos para o novo terminal do Túnel do Canal de White City localizado adjacente, no entanto os planos foram abandonados em janeiro de 1975.
Em 2005, começaram as obras do grande Westfield Shopping Centre. Como parte do trabalho, foram feitas melhorias de transporte no valor de £ 200 milhões, incluindo a reconstrução da estação Shepherd's Bush da linha Central, uma nova estação ferroviária de Shepherd's Bush e dois intercâmbios de ônibus. Foi decidido construir uma nova estação na linha Hammersmith & City, a nordeste da antiga estação Metropolitan na Wood Lane. Em 2006, a Transport for London decidiu, após deliberar sobre várias possibilidades, pelo nome Wood Lane, revivendo um nome histórico. Esta foi a primeira vez que uma nova estação do metrô recebeu o nome de uma antiga estação que estava fechada há vários anos.
A estação foi inaugurada em 12 de outubro de 2008. Em 13 de dezembro de 2009, Wood Lane foi adicionada à linha Circle quando a linha foi estendida até Hammersmith.

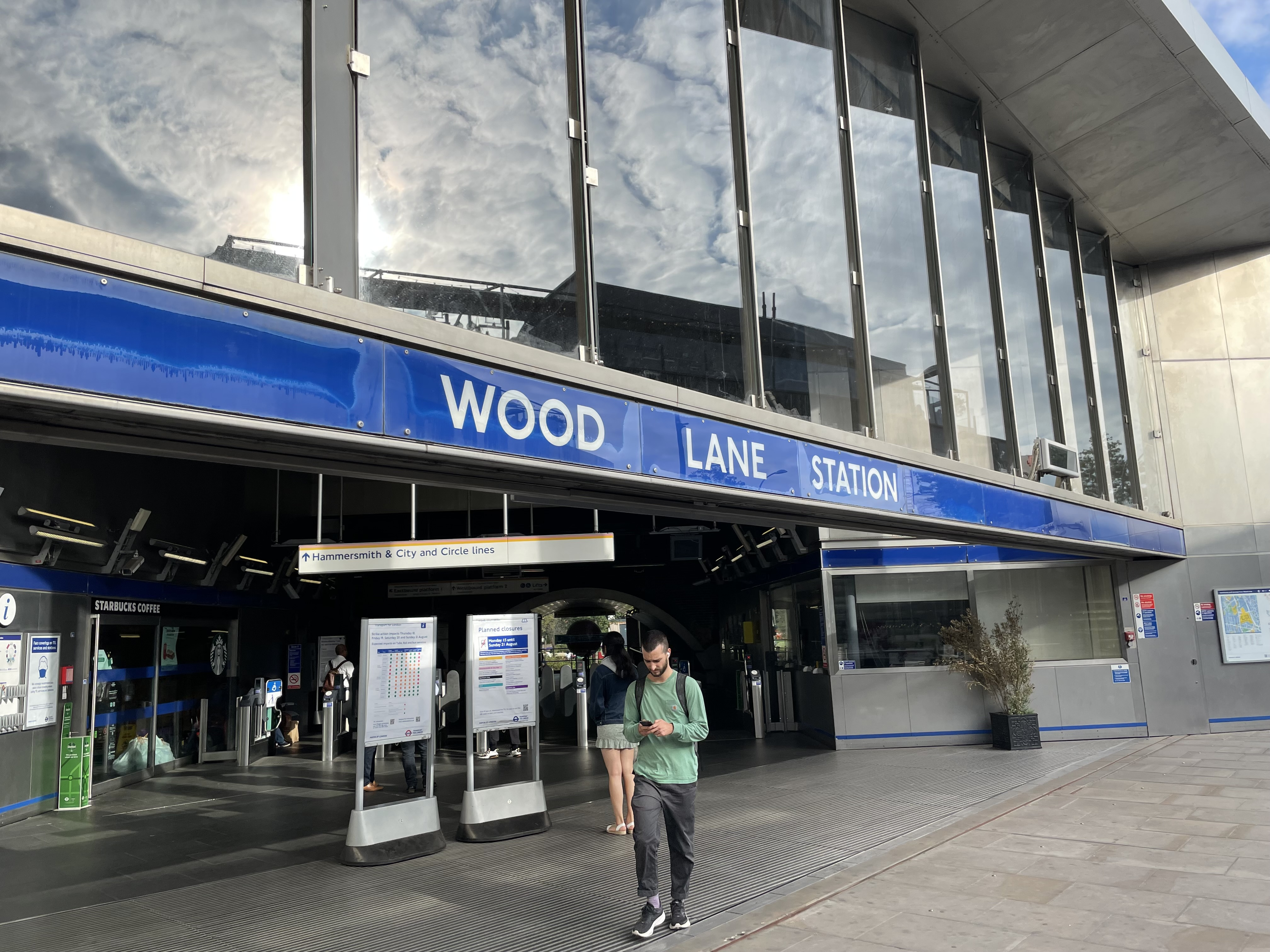
Entrada da estação de metrô Wood Lane

## Design e construção

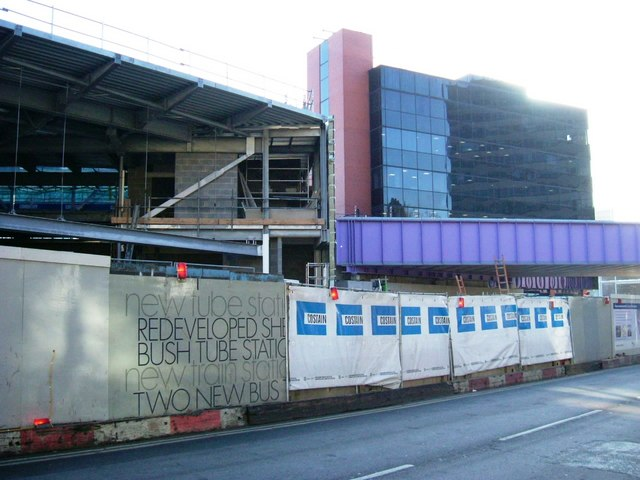
A estação em construção, 2008

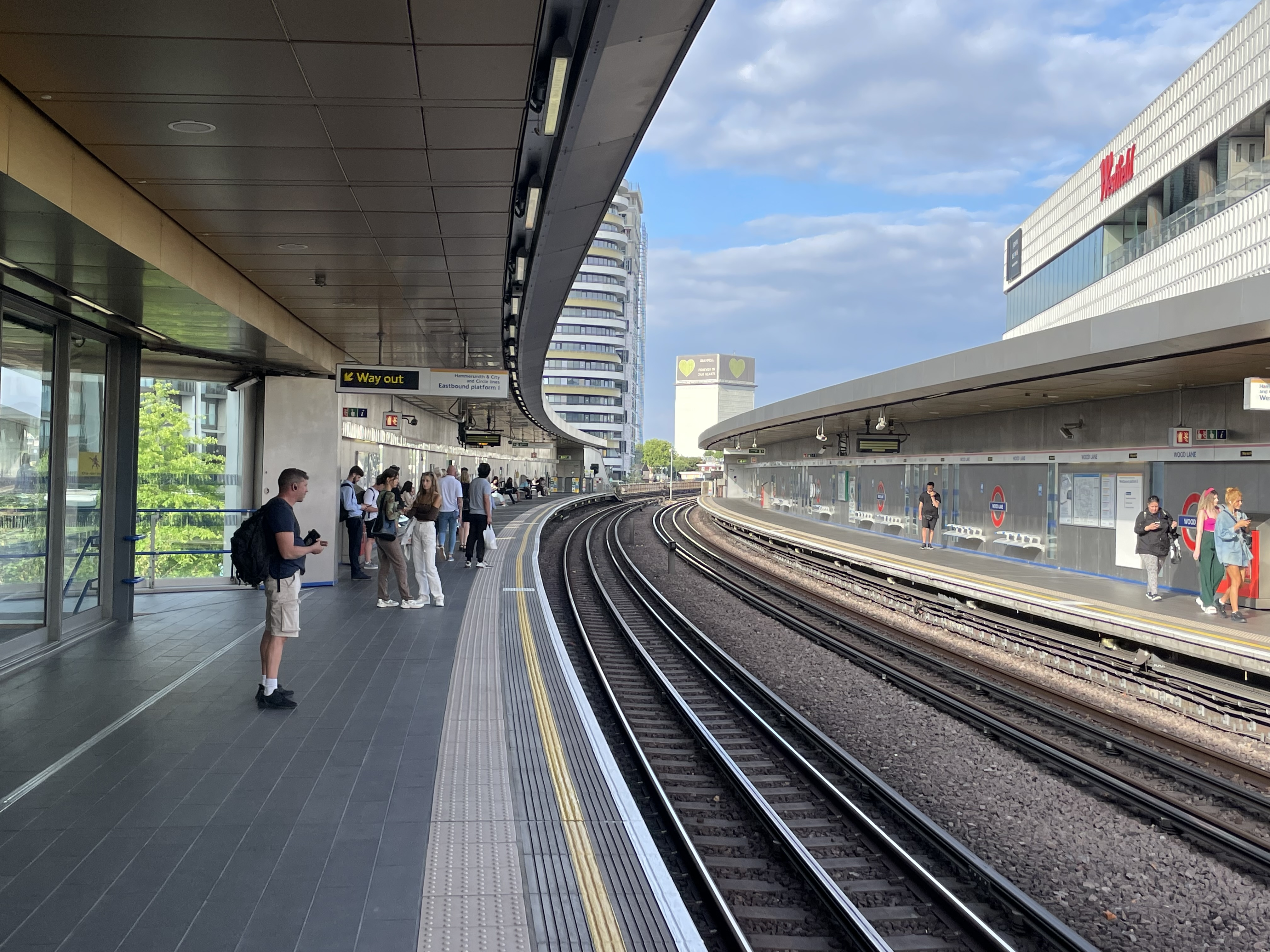
Estação de metrô Wood Lane, plataforma leste

A estação de metrô Wood Lane foi projetada por Ian Ritchie Architects e é revestida em aço inoxidável jateado, alumínio anodizado dourado e granito com uma fachada de tela de vidro de 25 metros de altura.
A construção foi realizada pela Costain. O edifício da estação ocupa um local de formato irregular entre Wood Lane e o viaduto ferroviário e apresentou desafios específicos por ficar na linha Central. As linhas permaneceram operacionais durante a construção, que ocorreu principalmente à noite.
A estrutura envolve o viaduto ferroviário e as plataformas são acessadas por escadas e elevadores de cada lado dos arcos de tijolos. Durante a construção, a ponte da linha Hammersmith & City sobre Wood Lane teve que ser alargada para acomodar uma nova linha na linha Central, fornecendo acesso ao novo depósito abaixo do local de Westfield. Um pier da ponte foi removido e uma nova estrutura de ponte de aço deslizou para o lugar sobre um novo pier. Como acontece com todas as novas estações de metrô desde a década de 1990, a estação é totalmente acessível.

## Localização
A estação fica na Wood Lane, que vai para o norte de Shepherd's Bush, na área de White City. Ele atende ao Westfield shopping centre e ao Television Centre (anteriormente ocupado pela BBC), e o estádio Loftus Road, casa do Queen's Park Rangers FC, fica a uma curta distância.